# Afronobia karroo
Afronobia karroo är en spindeldjursart som beskrevs av Meyer 1974. Afronobia karroo ingår i släktet Afronobia och familjen Tetranychidae. Inga underarter finns listade i Catalogue of Life.